# Kale Heywet
Kale Heywet – Kościół Słowo Życia – (Word of Life) Kościół (KHC) jest największym protestanckim i ewangelicznym kościołem w Etiopii.

## Liczebność Kościoła Kale Heywet
Według danych z 2011 roku KHC posiadał 7774 lokalnych kongregacji i ponad 6,7 miliona wiernych. Wyznawców Kościoła Kale Heywet najwięcej jest w Etiopii, ale można ich spotkać również w sąsiednich krajach Etiopii, głównie w Erytrei.
Według danych z 2020 roku liczy ponad 9 mln wiernych, w około 10 tys. zborach.